# Carlo Innocenzo Frugoni
Pour les articles homonymes, voir Frugoni.
Carlo Innocenzo Frugoni, né à Gênes le 21 novembre 1692 et mort à Parme le 20 décembre 1768, est un librettiste et un poète italien.

## Biographie
Descendant d'une noble famille, Carlo Innocenzo Frugoni est admis à un jeune âge dans la congrégation des Somasques, à laquelle il appartient jusqu'en 1731. Devenu membre de l'Académie d'Arcadie sous le nom de Comante Eginetico, il entame en 1725 une carrière de poète et de librettiste auprès de la cour du duché de Parme, alors dirigée par la famille Farnèse. En 1749, en raison de la guerre de Succession d'Autriche, il séjourne pendant quelque temps à Venise. Revenu à Parme, cette fois au service du duc Philippe de Bourbon, il travaille toujours en tant que poète et librettiste à la cour du nouveau duc, qui le nomme secrétaire de l'Académie des beaux-arts.
Frugoni a écrit ou adapté la plupart de ses livrets pour le théâtre de Parme. Avec le directeur du théâtre, le ministre Guillaume du Tillot, et le compositeur Tommaso Traetta, il tente de réformer le mélodrame italien sur le modèle de la tragédie lyrique française en insérant des chœurs, des danses et des récitatifs, mais son succès est éphémère.
Sa poésie est empreinte d'une certaine intention civique issue du modèle de Gabriello Chiabrera et incorpore des chansons civiques de Pétrarque. Il traite aussi de thèmes scientifiques et moraux, montrant une grande aptitude pour les solutions métriques et rythmiques.

## Livrets
- I conforti di Maria Vergine, mis en musique par Giacomo Antonio Perti, 1723
- Il trionfo di Camilla, mis en musique par Leonardo Leo, 1725
- I fratelli riconosciuti, mis en musique par Giovanni Maria Capelli, 1726
- Il Medo, mis en musique par Leonardo Vinci, 1728 ; mis en musique par Girolamo Abos, 1753
- Scipione in Cartagine, mis en musique par Geminiano Giacomelli, 1728
- Lucio Papirio dittatore, adapté d'un livret de Apostolo Zeno, mis en musique par Geminiano Giacomelli, 1729
- Gli Incas nel Perù
- Ippolito ed Aricia, adapté d'un livret de Simon-Joseph Pellegrin, mis en musique par Tommaso Traetta, 1759 ; mis en musique par Ignaz Holzbauer, 1759
- I Tindaridi, adapté d'un livret de Pierre Joseph Bernard, mis en musique par Tommaso Traetta, 1760
- Le feste d'Imeneo, mis en musique par Tommaso Traetta, 1760

## Crédit d'auteurs
- (it) Cet article est partiellement ou en totalité issu de l’article de Wikipédia en italien intitulé « Carlo Innocenzo Frugoni » (voir la liste des auteurs).